# Рубан, Пётр Константинович
Пётр Константинович Рубан (6 января 1907, станция Лихая, область Войска Донского, Российская империя —  1992, Воронеж, РСФСР, СССР) — советский военачальник, полковник (1943-1949, 1951).

## Биография
Родился 6 января 1907 года на станции Лихая, ныне в микрорайоне Лиховской в черте города Каменск-Шахтинский Ростовской области. Русский. До службы в армии работал ремонтным рабочим службы пути на станции Аксай Новочеркасского участка Северо-Кавказской железной дороги.

### Военная служба

#### Межвоенные годы
В октябре 1929 года был призван в РККА и направлен в полковую школу 38-го стрелкового полка 13-й стрелковой дивизии в г. Миллерово. В ноябре 1930 года окончил её и проходил службу в том же полку отделенным командиром, помощником командира взвода сверхсрочной службы и старшиной сверхсрочной службы. Член ВКП(б) с 1932 года. В октябре 1933 года выдержал экстерном экзамен за нормальную военную школу при Орджоникидзевской пехотной школе и по возвращении в полк исполнял должности командира взвода, роты, помощника начальника штаба полка. С 18 января по 15 мая 1939 года прошел переподготовку на курсах штабных командиров при Военной академии РККА им. М. В. Фрунзе. В январе 1940 года направлен в Литву на должность помощника начальника оперативного отдела штаба 16-го стрелкового корпуса (с июля — в составе сформированного ПрибОВО). В октябре был переведен начальником оперативного отделения 44-го УРа. Его части дислоцировались в полосе 11-й армии в районе городе Каунас.

#### Великая Отечественная война
С началом войны капитан Рубан принимал участие в приграничном сражении на Северо-Западном фронте. С июля по октябрь 1941 года исполнял должность начальника оперативного отделения штаба 181-й стрелковой дивизии. В составе 24-го стрелкового корпуса 27-й армии участвовал в боях на псковском и холмском направлениях. В октябре был назначен командиром 227-го стрелкового полка 183-й стрелковой дивизии 29-й армии Калининского фронта и участвовал с ней в Калининской оборонительной операции. С декабря 1941 года — начальник штаба этой дивизии. Её части участвовали в Калининской, затем Ржевско-Вяземской наступательных операциях. В конце января 1942 года в результате нанесенного противником контрудара дивизия попала в окружение. 19 февраля организованно, сохранив костяк личного состава и оружие, она сумела выйти к своим войскам. При прорыве погиб её командир генерал-майор К. В. Комиссаров. После выхода дивизия была сосредоточена северо-западнее города Старица, где до середины марта пополнялась личным составом и вооружением. В период атегория:Участники Восточно-Померанскс 3 по 18 марта 1942 года временно командовал дивизией в звании майора. После пополнения дивизия заняла оборону в 12 км севернее Ржева, где находилась до конца июля. С августа заместитель командира 183-й стрелковой дивизии в звании подполковника. В августе—сентябре участвовал с ней в Ржевско-Сычевской наступательной операции. В период с 22 августа по 1 октября 1942 года вновь исполнял должность командира дивизии, однако с обязанностями не справился и в должности утвержден не был.
С сентября 1942 года дивизия находилась в резерве Ставки ВГК. В январе 1943 года она вошла в 40-ю армию Воронежского фронта и участвовала с ней в Воронежско-Касторненской и Харьковской наступательных операциях. С мая 1943 года вновь в должности начальника штаба этой дивизии в звании полковника.
20 июля 1943 года был назначен старшим помощником начальника оперативного отдела штаба Воронежского фронта и в этой должности участвовал в Курской битве. В сентябре переведен начальником штаба 29-й стрелковой дивизии. Её части вели боевые действия в составе 23-го гвардейского стрелкового корпуса 6-й гвардейской армии Воронежского фронта, с ноября — во 2-м гвардейском стрелковом корпусе 4-й ударной армии 1-го Прибалтийского фронта. Во второй половине декабря 1943 года участвовал с дивизией в Городокской наступательной операции. В начале февраля 1944 года был назначен начальником штаба 381-й стрелковой дивизии и в этой должности воевал до конца войны. До мая дивизия находилась на 1-м Прибалтийском фронте, затем вошла в 97-й стрелковый корпус 21-й армии Ленинградского фронта. В июне она была подчинена 98-му стрелковому корпусу и в его составе участвовала в Выборгской наступательной операции. С конца сентября части дивизии в составе 2-й ударной армии вели боевые действия на 2-м Белорусском фронте. До января 1945 г. она находилась в резерве фронта, затем участвовала в Восточно-Прусской, Млавско-Эльбинской наступательных операциях. С февраля 1945 года её части успешно действовали в Восточно-Померанской наступательной операции, в овладении городами Эльбинг (Эльблонг), Грудзендз и Данциг (Гданьск). С 5 мая дивизия вошла в состав 19-й армии и участвовала в заключительном этапе Берлинской наступательной операции.

#### Послевоенное время
С июня 1945 года по декабрь 1947 года проходил обучение в Военной академии им. М. В. Фрунзе, по окончании которой назначен начальником штаба 50-й гвардейской стрелковой дивизии. Приказом министра Вооруженных сил СССР от 8 января 1949 года «за потерю бдительности и халатное отношение к выполнению служебного долга» был понижен в воинском звании до подполковника. В июле назначен старшим офицером оперативного отдела штаба Воронежского ВО. В апреле 1951 года восстановлен в воинском звании полковника. 25 ноября 1955 года уволен в запас.

## Награды
СССР
- орден Ленина (05.11.1954)[5][6]
- три ордена Красного Знамени (25.03.1943[7],  21.02.1945[8], 15.11.1950[5][6])
- орден Отечественной войны I степени (21.06.1944)[9]
- два ордена Отечественной войны II степени (14.06.1945[10], 06.04.1985[11][12])
- орден Красной Звезды (03.11.1944)[13][6]
  - медали в том числе:
  - «За победу над Германией в Великой Отечественной войне 1941—1945 гг.» (1945)
  - «За взятие Кёнигсберга» (1945)
  - «Ветеран Вооружённых Сил СССР» (1976)
- знак «50 лет пребывания в КПСС»

Других государств
- Кавалер рыцарского ордена «Виртути Милитари» (ПНР)
- медаль «За Одру, Нису и Балтику» (ПНР)